# Aalten

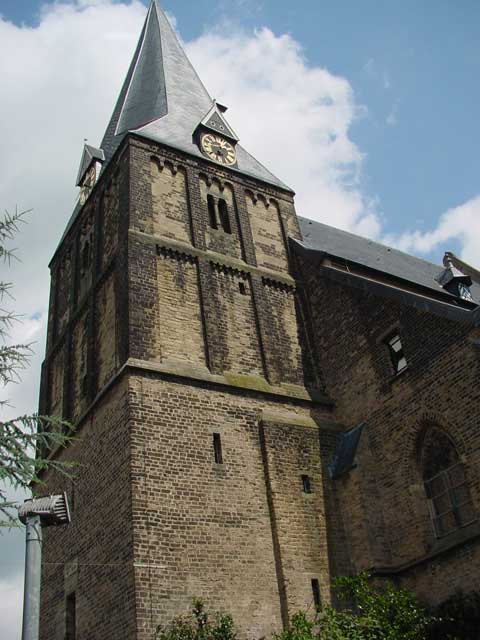
La chiesa di Sant'Elena

Aalten  è una municipalità dei Paesi Bassi di 27 516 abitanti situata nella provincia di Gheldria, su un ramo del delta del Reno.
Dal 1º gennaio 2005 vi è stato incluso il comune di Dinxperlo. In questa piccola cittadina sorge la grandissima villa di Angus Young, noto chitarrista degli AC/DC, il quale vive insieme alla moglie.
La fondazione risale all'VIII secolo, quando l'imperatore Carlo il Grosso rinforzò la regione.
Possiede una stazione propria che la collega con le principali città dei Paesi Bassi.